# 소렐 북키

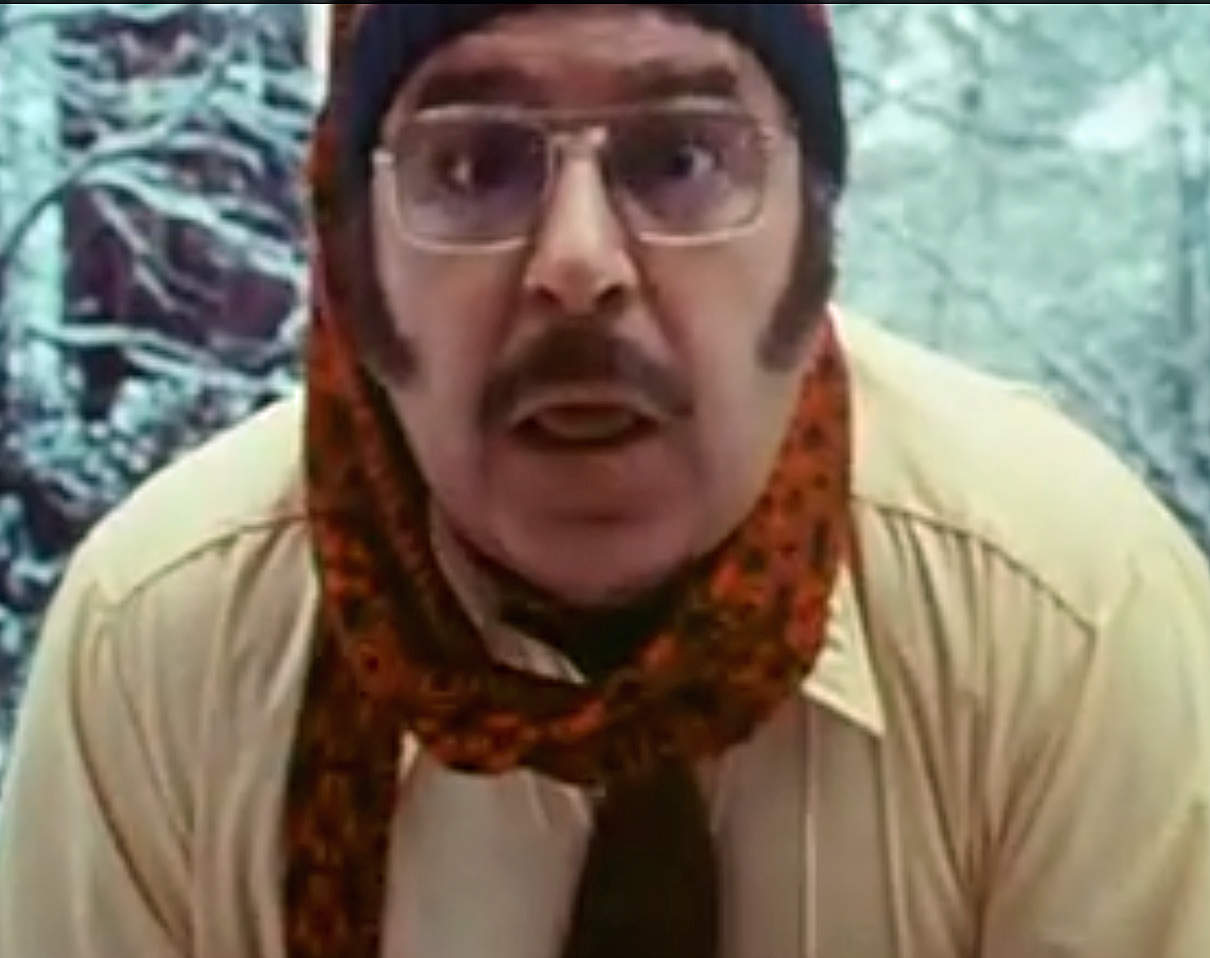

소럴 북(Sorrell Booke, 영어 발음: /bʊk/, 1930년 1월 4일 ~ 1994년 2월 11일)은 미국의 배우이다.
버펄로에서 태어났으며 셔먼오크스에서 사망하였다. 사인은 대장암이다.

## 출연 작품
- 에디의 환상 여행 (1992년)
- 우주에서 온 고양이 (1978년)
- 내 친구 바야바 (1977년)
- 깊은 밤 깊은 곳에 (1977년)
- 프리키 프라이데이 (1976년)
- 뱅크 샷 (1974년)
- 아이스맨 코메스 (1973년)
- 왓츠 업 덕 (1972년)
- 죽음의 순례자 (1972년)
- 파인 매드니스 (1966년)
- 핵전략 사령부 (1964년)
- 곤 알 더 데이스 (1963년)

### 텔레비전
- 해저드 마을의 듀크 가족 (1979년)
- 사랑의 유람선 (1977년)
- 올 인 더 패밀리 (1968년) - 조셉 샌더스 역
- FBI (1965년)
- 매쉬 - 시리즈 (1972년)